# プリーゼンドルフ
プリーゼンドルフ (ドイツ語: Priesendorf) は、ドイツ連邦共和国バイエルン州オーバーフランケン行政管区のバンベルク郡に属す町村（以下、本項では便宜上「町」と記述する）でリスベルク行政共同体を構成する。

## 地理
この自治体は、オーバーフランケンとウンターフランケンとの境界となるシュタイガーヴァルトのアウラハ川沿いに位置している。

### 自治体の構成
この町は、公式には2つの集落からなる。
- ノイハウゼン
- プリーゼンドルフ

## 歴史
プリーゼンドルフは、リスベルク男爵領に属し、リスベルク騎士領の一部であった。1806年のライン同盟によりバイエルン領となった。

### 人口推移
この地域の人口は、1970年 1,056人、1987年 1,240人、2000年 1,456人であった。

## 行政
首長は、マリア・ベック (CSU)。

## 引用
1. ↑  https://www.statistikdaten.bayern.de/genesis/online?operation=result&code=12411-003r&leerzeilen=false&language=de Genesis-Online-Datenbank des Bayerischen Landesamtes für Statistik Tabelle 12411-003r Fortschreibung des Bevölkerungsstandes: Gemeinden, Stichtag (Einwohnerzahlen auf Grundlage des Zensus 2011)
2. ↑  Bayerische Landesbibliothek Online